# 金珍浩
金珍浩（1961年12月1日—）是一名韩国女子射箭运动员。她曾参加了1984年美国洛杉矶奥林匹克运动会，并在比赛中获得女子射箭个人铜牌。1986年，她在亚洲运动会中获得两块奖牌。
目前她在韩国国家体育学院执教。